# Paul Imm
Paul Imm (* 29. März 1956 in Lancaster, Pennsylvania) ist ein amerikanischer Jazzmusiker (Kontrabass).

## Leben und Wirken
Imm begann 17-jährig Kontrabass zu spielen. Von 1974 bis 1976 studierte er Germanistik an der Indiana University Bloomington und vertiefte dieses Fach anschließend bis 1980 in einem Masterstudium an derselben Hochschule. Daneben nahm er während eines Deutschlandaufenthalts 1976/1977 privat Bassstunden in Hamburg.
Nach dem Studium arbeitete er als Musiker. Bis 1990 trat er in den USA mit Musikern auf wie Dizzy Gillespie, James Moody, Charlie Rouse, Randy Brecker, Johnny Coles, Eddie Harris oder Jim Beard. 1991 zog er nach Europa, um hier Tom Harrell, Lee Konitz oder Laurent de Wilde zu begleiten. Seit langen Jahren gehört er zum Quartett von Peter Bolte ebenso wie dem von François Théberge; mit beiden Gruppen legte er mehrere Alben vor. Auch ist er auf Tonträgern von Markus Becker, Heinrich Köbberling, Andy Middleton, Susi Hyldgaard, Jonas Schoen, Ingolf Burkhardt und Mischa Schumann zu hören.